# Venceslau de Queirós
Wenceslau José de Oliveira Queiroz  (Jundiaí, 2 de dezembro de 1863 — São Paulo, 19 de janeiro de 1921) foi um poeta, juiz, político, professor,  jornalista, crítico literário e cronista brasileiro. Por conta do teor de seus poemas, recebeu a alcunha de "Baudelaire Paulistano".

## Biografia
Filho do tenente coronel Estanislau José de Oliveira Queiroz (Estanislau de Jundiahy), que foi importante proprietário imobiliário em São Paulo, no século XIX e de Francisca Maria da Cruz de Oliveira Queiroz, pertencia a tradicionais troncos familiares paulistas e descendia por seu pai, de João Correia Penteado *1666 +1739 e de Isabel Pais de Barros *1673 +1753, ramos esses da família do bandeirante Fernão Dias Paes. 
Wenceslau iniciou seus estudos no colégio Caraça, formou-se pela Faculdade de Direito do Largo de São Francisco e ingressou na magistratura, tornando-se juiz federal. Era irmão do também magistrado, Dr. Flavio Augusto de Oliveira Queirós e pai do Dr. Raul Valentim de Queiroz - uma das mais antigas autoridades policiais do Estado de São Paulo. 
Foi, em 1909, um dos fundadores da Academia Paulista de Letras, onde ocupou a cadeira número 9, tendo sido contemporâneo de Luís Murat, Horácio de Carvalho, Assis Pacheco e Alberto Torres, entre outros.
Político, foi deputado estadual, de 1892 a 1894. Na imprensa, foi redator de A Ideia, A República, A Vida Paulistana, Diário Mercantil e O Ensaio Literário. Exerceu por dez anos o cargo de redator-chefe no Correio Paulistano, onde também escrevia crítica teatral. Colaborou ainda com O País, A Semana, a Quinzena Paulista, O Estado de S. Paulo, Diário Popular, Gazeta do Povo e   Cena Ilustrada, além do tabloide Redenção, órgão consagrado, em 1905, à memória de José do Patrocínio. Ainda na área da imprensa, encontra-se colaboração da sua autoria nas revistas A Leitura (1894-1896) e Atlântida (1915-1920).
Ainda na faculdade, Wenceslau reuniu muitos de seus trabalhos no livro "Goivos", que lhe valeu a alcunha de "Baudelaire Paulistano", dada pelo poeta Ezequiel Freire, em artigo publicado em 1887. 
Integrou, no Conservatório Dramático e Musical de São Paulo, do qual foi um dos criadores, o corpo docente superior, como catedrático de dicção, literatura e estética, cadeira na qual foi sucedido, após a sua morte, por seu ex-aluno de estética, Mário de Andrade, em 1922 - conforme relato de Oneyda Paoliello Alvarenga, principal colaboradora de Mario.  É interessante relatar que as famílias Queiroz e Paoliello viriam a entrelaçar-se, em 1944, com o casamento do sobrinho de Wenceslau, Flavio de Queiroz Filho e a prima, em primeiro grau, de Oneyda, Viggianina Paoliello. Foi, ainda, membro do Conselho Superior da Instrução Pública.
Utilizou–se de muitos pseudônimos que se tornaram referência no meio literário, como "Dr. Pangalss", "Lúcifer", "João Crespo", "Saulo" e "Frei Tomás".
Em 13 de maio de 1960, a Prefeitura de São Paulo deu o seu nome a um logradouro — a avenida Dr. Venceslau de Queirós. Em Jundiaí - sua cidade natal - há, também, rua em sua homenagem.
A Academia Jundiaiense de Letras, por ocasião de sua fundação, em 3 de março de 1980, tornou Wenceslau de Queiroz Patrono de sua Cadeira de número 21.
Por iniciativa de Aristides Prado, membro dessa mesma Academia, a Prefeitura Municipal de Jundiaí, através da lei nº 2479 de 07/05/1981, instituiu a data natalícia de Wenceslau, 02 de dezembro, o "Dia do Escritor Jundiaiense".
Casou-se com Adelaide Diniz de Queiroz, sua companheira por toda a vida. Em "Versos" sua dedicatória a define como rara e fiel amiga. Tiveram 5 filhos (Octávio, Diva, Eglantina, Vera e Raul) e a cada nascimento Wenceslau deixava vir a tona seu lado doce e terno, homenageava a cada filho com uma poesia.   
Wenceslau e seu pai estão sepultados no Cemitério da Consolação.